# Мечеть Сінан Паша (Призрен)
Мечеть Сінан Паша (алб. Xhamia e Sinan Pashës, серб. Синан Пашина Џамија, тур. Sinan Paşa Camii)  — мечеть часів Османської імперії у місті Прізрені, Косово.
Мечеть збудував Софі Сінан Паша у 1615 році. У 1990 році внесено до списку пам'яток культури виняткової важливості у Сербії.

## Історія
Софі Сінан Паша розпочав будівництво мечеті у 1600 чи 1608 році. Софі Сінан Паша, колишній бейлербей та каймакам у Боснії, якого не слід плутати з великим візиром Сінан Паша, який збудував мечеть Сінан Паша у місті Качанік, що неподалік.
Поширена версія про те, що мечеть збудовано з каміння Монастиря Святих Архангелів. Насправді частини колишнього монастиря можна побачити з мечеті. Монастир, закинутий після приходу Османської імперії у XVI столітті, зруйновано у XVII столітті. Албанський історик Хасан Калеші у 1972 році висловив припущення, що Софі Сінан Паша не міг наказати руйнувати монастир, оскільки на це потрібен наказ султана, радше він наказав використовувати запасні камені.

## Опис
Мечеть завдовжки 14 м і завширшки 14 м має квадратну форму. Вона має один великий купол та один малий купол, що покриває міхраб, який розмальований та має сталактитову форму. Стіни мечеті завтовшки 1,65 м, а мінарет, що має форму конуса — 43,5 м заввишки.
Стіни та купол всередині мечеті Сінан Паша розмальовані у XIX столітті переважно квітковими візерунками та віршами з Корану. Мінбар розмальований квітковими візерунками. Великий та малий купол мечеті покриті свинцем. Кам'яна підлога та столярні вироби у мечеті оригінальні.

## Проблема збереження
Дощ, який з часом почав потрапляти до мечеті через отвори в даху. Це призвело до втрати деяких картин на стінах і псування штукатурки. Камені фасаду зіткнулись з вивітрюванням.
На початку 2000 року ЮНЕСКО оцінило витрати на відновлення у сумі приблизно 500 тис. євро.